# Eunice Sanborn
Eunice Allen Sanborn, född Lyons 20 juli 1896 i Lake Charles, Louisiana, död 31 januari 2011 i Cherokee County, Texas, var en amerikansk kvinna som troddes vara världens äldsta levande person från 4 november 2010 till sin död. Efter hennes död framkom det dock att Maria Gomes Valentim, som dog 21 juni samma år, var 11 dagar äldre än Sanborn och sålunda var hon aldrig världens äldsta levande person. Hon avled av en hjärtattack vid en ålder av 114 år och 195 dagar.